# Академічне веслування на літніх Олімпійських іграх 2020 — парні четвірки (чоловіки)
Змагання з академічного веслування в парних четвірках серед чоловіків на літніх Олімпійських іграх 2020 року відбулися з 23 по 27 липня 2021 року на Веслувальному каналі Сі Форест. Змагалися 40 веслувальників з 10 країн.

## Передумови
Це буде 12-та поява цієї дисципліни на Олімпійських іграх. Її проводили на кожній Олімпіаді починаючи з 1976 року.

## Кваліфікація
Починаючи з 1912 року кожен Національний олімпійський комітет (NOC) може виставити в цій дисципліні не більш як одного човна (чотирьох веслувальників). 10 квот розподілено таким способом:
- 8 через Чемпіонат світу 2019 року
- 2 через Фінальну кваліфікаційну регату

## Формат змагань
У цій дисципліні академічного веслування човном рухають чотири веслувальники, використовуючи по два весла (кожен по одному на обох боках човна). Змагання складаються з двох раундів. У фіналах розігрують медалі та решту місць. Їм присвоюють літери абетки: що ближче літера до початку абетки, то на вище місце претендують веслувальники. Довжина дистанції становить 2000 метрів — олімпійський стандарт починаючи з 1912 року.
У першому раунді проводять два попередні запливи. Перші два човни в кожному запливі виходять до фіналу A, а всі інші потрапляють до додаткового раунду.
Додатковий раунд дає веслувальникам ще один шанс потрапити до фіналу A. Човни, що посіли перші два місця, виходять до фіналу A, а решта — потрапляють до фіналу B.
У фіналі A розігрують медалі, а також місця з 4-го по 6-те. У фіналі B розігрують місця з 7-го по 10-те.

## Розклад
Змагання в цій дисципліні відбуваються впродовж п'яти окремих днів. Вказано час початку сесії. Під час однієї сесії можуть відбуватися змагання в кількох різних дисциплінах.
Вказано японський стандартний час (UTC + 9)
| Дата                         | Час       | Раунд             |
| ---------------------------- | --------- | ----------------- |
| П'ятниця, 23 липня 2021 року | 11:30     | Попередні запливи |
| Неділя, 25 липня 2021 року   | 10:40     | Додатковий заплив |
| Вівторок, 27 липня 2021 року | 9:34 9:58 | Фінал B Фінал A   |

## Результати

### Запливи
Перші два човни з кожного запливу кваліфікувалися до фіналу A, а решта - потрапили до додаткового запливу.

#### Заплив 1
| Місце | Доріжка | Веслувальники                                                              | Країна                | Час     | Примітки |
| ----- | ------- | -------------------------------------------------------------------------- | --------------------- | ------- | -------- |
| 1     | 5       | Дірк Уттенбогаард Абе Вірсма Тоні Вітен Кун Метсемакерс                    | Нідерланди (NED)      | 5:39.80 | Q        |
| 2     | 4       | Джек Клірі Кейлеб Антілл Кемерон Гірдлстон Люк Летчер                      | Австралія (AUS)       | 5:41.54 | Q        |
| 3     | 2       | Гаррі Ліск Ангус Грум Том Баррас Джек Бомон                                | Велика Британія (GBR) | 5:42.01 | Д        |
| 4     | 1       | Ї Сюйді Чжан Ха Лю Дан Чжан Цюань                                          | Китай (CHN)           | 5:43.44 | Д        |
| 5     | 3       | Армандас Кельмеліс Мартінас Джяугіс Довидас Немеравічюс Домінікас Янчіоніс | Литва (LTU)           | 6:03.07 | Д        |

#### Заплив 2
| Місце | Доріжка | Веслувальники                                                               | Країна          | Час     | Примітки |
| ----- | ------- | --------------------------------------------------------------------------- | --------------- | ------- | -------- |
| 1     | 2       | Домінік Чая Віктор Хабель Шимон Поснік Фабіан Баранський                    | Польща (POL)    | 5:39.25 | Q        |
| 2     | 3       | Сімоне Веньєр Андреа Паніцца Лука Рамбальді Джакомо Джентілі                | Італія (ITA)    | 5:39.28 | Q        |
| 3     | 1       | Юрі-Мікк Удам Аллар Рая Тону Ендрексон Каспар Таймсоо                       | Естонія (EST)   | 5:47.12 | Д        |
| 4     | 4       | Мартін Гельзет Олаф Карл Туфте Ян Оскар Стабе Гельвіґ Ерік Андре Сольбаккен | Норвегія (NOR)  | 5:49.02 | Д        |
| 5     | 5       | Тім Оле Наске Карл Шульце Ганс Груне Макс Аппель                            | Німеччина (GER) | 5:50.11 | Д        |

### Додатковий заплив
Човни, що посіли перші два місця, виходять до фіналу A, а решта — потрапляють до фіналу B.
| Місце | Доріжка | Веслувальники                                                               | Країна                | Час     | Примітки |
| ----- | ------- | --------------------------------------------------------------------------- | --------------------- | ------- | -------- |
| 1     | 3       | Гаррі Ліск Ангус Грум Том Баррас Джек Бомон                                 | Велика Британія (GBR) | 5:55.91 | FA       |
| 2     | 4       | Юрі-Мікк Удам Аллар Рая Тону Ендрексон Каспар Таймсоо                       | Естонія (EST)         | 5:56.52 | FA       |
| 3     | 2       | Ї Сюйді Чжан Ха Лю Дан Чжан Цюань                                           | Китай (CHN)           | 5:56.86 | FB       |
| 4     | 5       | Мартін Гельзет Олаф Карл Туфте Ян Оскар Стабе Гельвіґ Ерік Андре Сольбаккен | Норвегія (NOR)        | 6:02.85 | FB       |
| 5     | 1       | Тім Оле Наске Карл Шульце Ганс Груне Макс Аппель                            | Німеччина (GER)       | 6:02.86 | FB       |
| 6     | 6       | Армандас Кельмеліс Мартінас Джяугіс Довидас Немеравічюс Домінікас Янчіоніс  | Литва (LTU)           | 6:14.73 | FB       |

### Фінали

#### Фінал B
| Місце | Доріжка | Веслувальники                                                               | Країна          | Час     | Примітки |
| ----- | ------- | --------------------------------------------------------------------------- | --------------- | ------- | -------- |
| 7     | 3       | Ї Сюйді Чжан Ха Лю Дан Чжан Цюань                                           | Китай (CHN)     | 5:46.07 |          |
| 8     | 4       | Тім Оле Наске Карл Шульце Ганс Груне Макс Аппель                            | Німеччина (GER) | 5:46.78 |          |
| 9     | 2       | Мартін Гельзет Олаф Карл Туфте Ян Оскар Стабе Гельвіґ Ерік Андре Сольбаккен | Норвегія (NOR)  | 5:47.34 |          |
| 10    | 1       | Армандас Кельмеліс Мартінас Джяугіс Довидас Немеравічюс Домінікас Янчіоніс  | Литва (LTU)     | 5:51.64 |          |

#### Фінал A
| Місце | Доріжка | Веслувальники                                                | Країна                | Час     | Примітки |
| ----- | ------- | ------------------------------------------------------------ | --------------------- | ------- | -------- |
| 1     | 4       | Дірк Уттенбогаард Абе Вірсма Тоні Вітен Кун Метсемакерс      | Нідерланди (NED)      | 5:32.03 | WB       |
| 2     | 1       | Гаррі Ліск Ангус Грум Том Баррас Джек Бомон                  | Велика Британія (GBR) | 5:33.75 |          |
| 3     | 5       | Джек Клірі Кейлеб Антілл Кемерон Гірдлстон Люк Летчер        | Австралія (AUS)       | 5:33.97 |          |
| 4     | 3       | Домінік Чая Віктор Хабель Шимон Поснік Фабіан Баранський     | Польща (POL)          | 5:34.27 |          |
| 5     | 2       | Сімоне Веньєр Андреа Паніцца Лука Рамбальді Джакомо Джентілі | Італія (ITA)          | 5:37.29 |          |
| 6     | 6       | Юрі-Мікк Удам Аллар Рая Тону Ендрексон Каспар Таймсоо        | Естонія (EST)         | 5:38.58 |          |